# Colitis linfocítica
La colitis linfocítica es una enfermedad no infecciosa del aparato digestivo que afecta al colon y provoca como síntoma principal diarrea acuosa crónica sin sangre ni moco. La causa es desconocida, aunque según algunas teorías se trata de una enfermedad autoinmune. Este trastorno está emparentado con la colitis colágena, ambas enfermedades conjuntamente forman el grupo de trastornos conocido como colitis microscópica. Para algunos autores, colitis linfocitica y colitis colágena corresponden a diferentes manifestaciones de la misma enfermedad.

## Epidemiología
Es una enfermedad poco frecuente, se calcula una prevalencia en Europa de 14 casos por 100.000 habitantes, siendo el número de casos nuevos (incidencia) de alrededor 4 por 100.000 habitantes y año, es más habitual en mujeres y a partir de los 50 años.

## Etiología
Las causas que provocan la enfermedad se desconocen, se cree que puede estar originada por un fenómeno de autoinmunidad, se ha propuesto asimismo que podría verse favorecida por algunos medicamentos, entre ellos lansoprazol, simvastatina, ranitidina, carbamacepina, paroxetina y sertralina. Según los resultados de algunas investigaciones, la colitis linfocítica es mucho más frecuente en pacientes afectados de celiaquía.

## Diagnóstico
El diagnóstico se establece por la biopsia de la mucosa del colon, pues tanto las pruebas de imagen, como la colonoscopia muestran resultados normales. En el estudio microscópico se observa como hallazgo más destacada la existencia de numerosos linfocitos intraepiteliales, de donde proviene el nombre de la afección.

## Tratamiento
Los tratamientos más utilizados para controlar la afección, consisten en la administración de budesonida, mesalazina y colestiramina.